# Yves Angelo
Pour les articles homonymes, voir Angelo.
Yves Angelo, né le 22 janvier 1956 au Maroc, est un directeur de la photographie et un réalisateur français.
Élève de l'École Louis-Lumière à Paris, il y est actuellement enseignant.

## Filmographie
Sauf indication contraire, les informations mentionnées dans cette section peuvent être confirmées par la base de données cinématographiques IMDb,  présente dans la section « Liens externes ».

### Assistant opérateur
- 1977 : Les Monteuses de Dominique Goult, photographie de Jean Rozenbaum
- 1979 : L'Adolescente de Jeanne Moreau, photographie de Pierre Gautard
- 1980 : Haine de Dominique Goult, photographie de Roland Dantigny
- 1981 : La Double Vie de Théophraste Longuet, mini série de Yannick Andréi, photographie de Denys Clerval
- 1983 : Le Ruffian de José Giovanni, photographie de Jean-Paul Schwartz
- 1984 : Un dimanche à la campagne de Bertrand Tavernier, photographie de Bruno de Keyzer
- 1985 : L'Amour en douce d'Édouard Molinaro, photographie de Jean-Paul Schwartz
- 1986 : Autour de minuit de Bertrand Tavernier, photographie de Bruno de Keyzer
- 1986 : The Murders in the Rue Morgue, téléfilm de Jeannot Szwarc, photographie de Bruno de Keyzer
- 1988 : Camille Claudel de Bruno Nuytten, photographie de Pierre Lhomme

### Directeur de la photographie
- 1985 : La Consultation de Radovan Tadic (court-métrage)
- 1989 : Baxter de Jérôme Boivin
- 1989 : Nocturne indien d'Alain Corneau
- 1989 : Chambre à part de Jacky Cukier
- 1990 : Tumultes de Bertrand Van Effenterre
- 1991 : Netchaïev est de retour de Jacques Deray
- 1991 : Un cœur qui bat de François Dupeyron
- 1991 : Tous les matins du monde d'Alain Corneau
- 1992 : Un cœur en hiver de Claude Sautet
- 1992 : L'Accompagnatrice de Claude Miller
- 1993 : Germinal de Claude Berri
- 1997 : Level Five de Chris Marker
- 2001 : Pas d'histoires ! de Yves Angelo (segment Poitiers, voiture 11)
- 2002 : Sur le bout des doigts de Yves Angelo
- 2003 : Stupeur et tremblements d'Alain Corneau
- 2004 : Malabar Princess, de Gilles Legrand
- 2004 : Inguélézi de François Dupeyron
- 2005 : Les Mots bleus d'Alain Corneau
- 2007 : Le Deuxième souffle d'Alain Corneau
- 2008 : La Jeune Fille et les Loups, de Gilles Legrand
- 2008 : Aide-toi, le ciel t'aidera de François Dupeyron
- 2010 : Une exécution ordinaire de Marc Dugain
- 2010 :  Crime d'amour d'Alain Corneau
- 2011 : Tu seras mon fils de Gilles Legrand
- 2012 : L'Oncle Charles d’Étienne Chatiliez
- 2013 : Mon âme par toi guérie de François Dupeyron
- 2015 : L'Odeur de la mandarine de Gilles Legrand
- 2016 : Primaire d'Hélène Angel
- 2016 : Ouvert la nuit d'Édouard Baer
- 2017 : Marvin d'Anne Fontaine
- 2018 : Le Collier rouge de Jean Becker
- 2019 : Blanche comme neige de Anne Fontaine
- 2019 : Les Éblouis de Sarah Suco
- 2020 : Police d'Anne Fontaine
- 2022 : Maigret de Patrice Leconte
- 2022 : Les Volets verts de Jean Becker

### Réalisateur
- 1994 : Le Colonel Chabert, adaptation du roman d'Honoré de Balzac
- 1997 : Un air si pur...
- 1998 : Voleur de vie
- 2001 : Pas d'histoires ! (segment Poitiers, voiture 11)
- 2002 : Sur le bout des doigts
- 2005 : Les Âmes grises adaptation du roman de Philippe Claudel
- 2011 : La Bonté des femmes de Marc Dugain et Yves Angelo avec André Dussollier (TV)
- 2014 : Des fleurs pour Algernon avec Grégory Gadebois ;  téléfilm adapté du roman de science-fiction éponyme de Daniel Keyes publié en 1966
- 2015 : Au plus près du soleil avec Sylvie Testud

## Distinctions

### Récompenses
- César de la meilleure photographie en 1990 pour Nocturne indien
- César de la meilleure photographie en 1992 pour Tous les matins du monde
- César de la meilleure photographie en 1994 pour Germinal

### Décoration
- 2014 :  Officier de l'ordre des Arts et des Lettres [4].